# Сулейманов, Имомназар
Сулейманов Имомназар (тадж. Сулаймонов Имомназар; 5 ноября 1928, Хорог — 5 сентября 1996, Кофарнихон) — советский, таджикский государственный и политический деятель, секретарь Горно-Бадахшанского обкома комсомола (1954-1955), руководитель лекторской группы ЦК ВЛКСМ (1955), инструктор отдела партийных органов Горно-Бадахшанского обкома партии (1955-1961), второй секретарь Мургабского райкома ЦК Партии Таджикистана (1963), заместитель секретаря Мургабского партийного комитета (1963-1964), заведующий отделом ЦК Компартии Таджикистана (1964-1965), второй секретарь Орджоникидзеабадского райкомпартии Таджикистана (1965-1967), председатель Исполнительного Комитета Орджоникидзеабадского районного Совета народных депутатов (1967-1989), член Мургабского райком партии и депутат районного совета, депутат Верховного Совета Таджикской ССР (1967-1974), депутат Орджоникидзеабадского районного Совета народных депутатов (1991-1995), с февраля 1953 член КПСС .

## Биография
Родился 5 ноября 1929 года в г.Хорог, Горно-Бадахшанской автономной области (ГБАО), Таджикской ССР в семье служащего. Отец - Курбонмамадов Сулейман (тадж. Қурбонмамадов Сулаймон) до 1947 года в течение 30 лет работал в органах народного образования; мать - Файзуллаева Аджабмо (тадж. Файзуллоева Аҷабмо) - домохозяйка . 
Окончил девятилетнюю среднюю школу (1935—1944), одногодичные курсы подготовки учителей предметников (1945), заочно окончил педагогическое училище г.Хорог (1948), окончил двухгодичную Центральную комсомольскую школу при ЦК ВЛКСМ в Москве (1952-1954), заочно окончил Высшую партийную школу при ЦК КПСС (1960) .

## Трудовая деятельность
Трудовая деятельность начинается с 1945 года в системе народного образования. С 1945 года по январь 1950 года работал учителем средней школы им. Кирова в г. Хорог.
С января 1950 года по август 1952 года работал руководителем лекторской группы Горно-Бадахшанского обкома комсомола.
С 1952 года по август 1954 года учился в Высшей комсомольской школе при ЦК ВЛКСМ в г. Москва.
С августа 1954 года по декабрь 1955 года работал секретарем Горно-Бадахшанского обкома комсомола.
С января 1955 года по декабрь 1955 года работал руководителем лекторской группы ЦК ВЛКСМ Таджикистана.
С декабря 1955 года по август 1961 года работал инструктором отдела партийных органов Горно-Бадахшанского обкома партии.
С января 1963 года — второй секретарь Мургабского райкома ЦК Партии Таджикистана.
С января 1963 года по ноябрь 1964 года работал заместителем секретаря партийного комитета Мургабского производственного при колхозно-совхозного Управления.
С декабря 1964 года по январь 1965 года — заведующий отделом ЦК Компартии Таджикистана.
С января 1965 года по апрель 1967 года работал вторым секретарем Орджоникидзеабадского райкома партии Таджикистана.
С апреля 1967 года по 1989 года был председателем Исполнительного Комитета Орджоникидзеабадского районного Совета народных депутатов.
С 1967 года по 1974 года был депутатом Верховного Совета Таджикской ССР.
С 1991—1995 депутат Орджоникидзеабадского районного Совета народных депутатов.
Сулейманов Имомназар скоропостижно скончался 5 сентября 1996 года, на 67 году жизни и похоронен на кладбище «Рохати» в г. Кофарнихон.
Был женат на Марамбековой Савринисо — Заслуженный учитель Таджикской ССР, от брака трое сыновей: Имомназаров Мирзоназар (1950—1992) был убит в гражданской войне в Таджикистане, Имомназаров Курбонназар (р. 1952), Имомназаров Сулейман Имомназарович (р. 1954); имеет восемь внуков и одиннадцать правнуков.

## Награды
- Медаль «За трудовое отличие» (1954);
- Орден «Знак Почёта» (1966);
- Медаль «За доблестный труд» (1970);
- Орден Трудового Красного Знамени (1972) - в ознаменование столетия со дна рождения В.И.Ленина;
- Орден «Знак Почёта» (1973);
- Орден Трудового Красного Знамени (1976);
- Орден «Знак Почёта» (1981);
- Медаль «70 лет Вооруженных сил СССР» (1988);
- Почетные Грамоты и Благодарности ЦК ЛКСМ Таджикистана;
- Почетные Грамоты ЦК ВЛКСМ Таджикистана;
- Почетные Грамоты Военного Комиссара Таджикской ССР;
- Почетные Грамоты Государственного Комитета Совета Министров Таджикской ССР;
- Почетные Грамоты Исполнительного Комитета Союза Обществ Красного Креста и Красного Полумесяца СССР;
- Почетные Грамоты Государственного Комитета СССР по статистике;
- Почетные Грамоты Командиров Войсковой части 05945;
- Почетные Грамоты Управления геологии Таджикской ССР и Таджикского республиканского Комитета профсоюза рабочих геолого-разведочных работ;
- Почетные Грамоты Президиума Верховного Совета Таджикской ССР.

## Память
- В городе Вахдат его именем названа средняя школа №6;
- При средней школе №6 города Вахдат создан музей в честь Сулейманова Имомназара.